# Saint-Pierre-de-Chérennes
Saint-Pierre-de-Chérennes és un municipi francès situat al departament de la Isèra i a la regió d'Alvèrnia-Roine-Alps. L'any 2007 tenia 454 habitants.

## Demografia

### Població
El 2007 la població de fet de Saint-Pierre-de-Chérennes era de 454 persones. Hi havia 166 famílies de les quals 40 eren unipersonals (20 homes vivint sols i 20 dones vivint soles), 45 parelles sense fills, 77 parelles amb fills i 4 famílies monoparentals amb fills.
La població ha evolucionat segons el següent gràfic:
Habitants censats

### Habitatges
El 2007 hi havia 207 habitatges, 171 eren l'habitatge principal de la família, 30 eren segones residències i 6 estaven desocupats. 190 eren cases i 16 eren apartaments. Dels 171 habitatges principals, 137 estaven ocupats pels seus propietaris, 30 estaven llogats i ocupats pels llogaters i 4 estaven cedits a títol gratuït; 1 tenia una cambra, 4 en tenien dues, 20 en tenien tres, 43 en tenien quatre i 103 en tenien cinc o més. 149 habitatges disposaven pel capbaix d'una plaça de pàrquing. A 53 habitatges hi havia un automòbil i a 111 n'hi havia dos o més.

### Piràmide de població
La piràmide de població per edats i sexe el 2009 era:
| Homes | Edats   | Dones |
| ----- | ------- | ----- |
| 0     | 95 o +  | 0     |
| 4     | 90 a 94 | 0     |
| 0     | 85 a 89 | 4     |
| 0     | 80 a 84 | 12    |
| 4     | 75 a 79 | 8     |
| 12    | 70 a 74 | 8     |
| 4     | 65 a 69 | 8     |
| 0     | 60 a 64 | 4     |
| 16    | 55 a 59 | 12    |
| 20    | 50 a 54 | 24    |
| 12    | 45 a 49 | 16    |
| 16    | 40 a 44 | 8     |
| 12    | 35 a 39 | 12    |
| 16    | 30 a 34 | 12    |
| 8     | 25 a 29 | 4     |
| 8     | 20 a 24 | 0     |
| 20    | 15 a 19 | 8     |
| 8     | 10 a 14 | 16    |
| 4     | 5 a 9   | 4     |
| 8     | 0 a 4   | 8     |

## Economia
El 2007 la població en edat de treballar era de 307 persones, 238 eren actives i 69 eren inactives. De les 238 persones actives 225 estaven ocupades (125 homes i 100 dones) i 12 estaven aturades (3 homes i 9 dones). De les 69 persones inactives 31 estaven jubilades, 22 estaven estudiant i 16 estaven classificades com a «altres inactius».

### Ingressos
El 2009 a Saint-Pierre-de-Chérennes hi havia 176 unitats fiscals que integraven 486 persones, la mediana anual d'ingressos fiscals per persona era de 18.571 €.

### Activitats econòmiques
Dels 17 establiments que hi havia el 2007, 1 era d'una empresa de fabricació d'altres productes industrials, 6 d'empreses de construcció, 4 d'empreses de comerç i reparació d'automòbils, 1 d'una empresa d'hostatgeria i restauració, 1 d'una empresa d'informació i comunicació, 1 d'una empresa immobiliària, 1 d'una empresa de serveis, 1 d'una entitat de l'administració pública i 1 d'una empresa classificada com a «altres activitats de serveis».
Dels 6 establiments de servei als particulars que hi havia el 2009, 3 eren lampisteries, 2 electricistes i 1 perruqueria.
L'any 2000 a Saint-Pierre-de-Chérennes hi havia 19 explotacions agrícoles que ocupaven un total de 245 hectàrees.

## Equipaments sanitaris i escolars
El 2009 hi havia una escola elemental.

## Poblacions més properes
El següent diagrama mostra les poblacions més properes.